# Karen Axelsdóttir
Karen Axelsdóttir (4 februari 1975) is een wielrenner en triatleet uit IJsland.
In 2008, 2009 en 2011 werd Axelsdóttir IJslands kampioenschap wielrennen op de weg op het onderdeel tijdrijden, en in 2011 ook op het onderdeel wegwedstrijd.
Als triatleet had Axelsdóttir lange tijd het nationaal record Ironman en was daarmee sneller dan de IJslandse mannen destijds.